# جيف برلين
جيف برلين (بالإنجليزية: Jeff Berlin)‏ هو عازف جاز أمريكي، ولد في 17 يناير 1953 في نيويورك في الولايات المتحدة.

## وصلات خارجية
- الموقع الرسمي
- جيف برلين على موقع IMDb (الإنجليزية)
- جيف برلين على موقع ميوزك برينز (الإنجليزية)
- جيف برلين على موقع أول ميوزيك (الإنجليزية)
- جيف برلين على موقع ديسكوغز (الإنجليزية)